# 枪杆子里面出政权

原定于1967年10月发行的邮票

枪杆子里面出政权是毛泽东在八七会议上提出的著名论断，原为“政权是由枪杆子中取得的”。意指政权是需要依靠军事手段获取与稳固的。

## 概述
1927年国共合作破裂。同年8月7日，中共中央在湖北汉口召开紧急会议（八七会议），对中国共产党前一段失败的原因进行总结。毛泽东在会上就国民党问题、农民问题、军事问题和组织问题四个方面进行阐述，提出：
|  | 对军事方面，从前我们骂中山专做军事运动，我们恰恰相反，不做军事运动专做民众运动。蒋、唐都是拿枪杆子起家的，我们独不管。现在虽已注意，但仍无坚决的概念。比如秋收暴动，非军事不可，此次会议应重视此问题，新政治局的常委要更加坚强起来注意此问题。湖南这次失败，可说完全是由于书生主观的错误，以后要非常注意军事。须知政权是由枪杆子中取得的。 |

八七会议由于进行仓促，次日就结束。瞿秋白欣赏毛泽东，建议毛泽东去上海的中共中央机关工作。但毛泽东谢绝道“我不愿意去住大城市的高楼大厦，愿意上山去结交绿林朋友”。同年8月18日，毛泽东在中共湖南省委第一次会议上，对此论点再次诠释，认为暴动必须需要加强军事运动。
同年9月29日，毛泽东率领中国工农红军第一师一千人到江西永新县三湾村，开始对部队进行改编，即三湾改编。他在军队建立党的各级组织和代表，营、团建立党委，部队由毛泽东为书记的中共前敌委员会统一领导，内部进行民主制度，建立士兵委员会。毛泽东的一系列改革，虽然深刻影响到后来的中国工农红军、八路军、新四军與中国人民解放军的军制改革，但当时并没有得到当时中共中央的支持。11月9日至10日，中央临时政治局在瞿秋白主持下，于上海召开扩大会议，共产国际代表罗明纳兹、纽曼出席。会议实行惩办主义政策，通过《政治纪律决议案》将组织秋收起义的毛泽东、彭公达开除临时政治局候补委员，增选周恩来、罗亦农为中央临时政治局常委。